# Mercat Onze de Setembre
El Mercat Onze de Setembre és un mercat del municipi de Barberà del Vallès (Vallès Occidental) inclosa en l'Inventari del Patrimoni Arquitectònic de Catalunya.

## Descripció
Es tracta d'una construcció en formigó, ferro i vidre. S'hi accedeix per un pòrtic distribuït en tres espais, dos laterals coberts cadascun amb una claraboia central i un de central descobert, pel qual s'entra al mercat.
El mercat es distribueix en tres naus, dues laterals subdividides en quatre trams quadrats on se situen les parades. Cadascun dels trams és cobert per una teulada a quatre vessants i amb una claraboia central. La nau central, més alta i estreta, té la funció de passadís i té coberta de doble vessant sota la qual hi ha la principal font de llum de l'edifici. Tot el sostre és sustentat per un entramat de ferro que al mateix moment decora el conjunt. Per l'altre extrem del passadís hi ha una altra porta que dona sortida a l'edifici. A les parts laterals hi ha dues portes que donen accés als serveis de mercat.